# Chrysochlora luteipes
Chrysochlora luteipes är en tvåvingeart som beskrevs av Ricardo 1929. Chrysochlora luteipes ingår i släktet Chrysochlora och familjen vapenflugor.
Artens utbredningsområde är Amerikanska Samoa. Inga underarter finns listade i Catalogue of Life.